# É Assim Que Se Faz
"É Assim Que Se Faz" é uma canção do girl group brasileiro Ravena, gravada para seu EP de estreia Maravilhosa (2017). A faixa foi lançada como primeiro single do EP em 1 de junho de 2017.

## Vídeo musical
O clipe foi lançado no canal oficial do grupo no YouTube no dia 30 de junho de 2017. A produção foi de Rick Bonadio e Renato Patriarca.
No enredo do clipe, o grupo, protagoniza cenas quentes com seu par em uma festa. O clipe ainda conta com uma mini participação especial de Karen Porfiro - Miss SP 2017.

## Faixas e formatos
| Download digital |                                        |         |  |
| N.º              | Título                                 | Duração |  |
| 1.               | "É Assim Que Se Faz"                   | 3:36    |  |
| 2.               | "É Assim Que Se Faz (Boss in Drama)"   | 3:07    |  |
| 3.               | "É Assim Que Se Faz (Ruxell Remix)"    | 3:42    |  |
| 4.               | "É Assim Que Se Faz (Audax e Akimoto)" | 3:46    |  |

## Histórico de lançamento
| Região | Data                | Formato(s)       |
| ------ | ------------------- | ---------------- |
| Brasil | 01 de junho de 2017 | Download digital |